# Marcus Annaeus Saturninus Clodianus Aelianus
Marcus Annaeus Saturninus Clodianus Aelianus war ein im 2. Jahrhundert n. Chr. lebender Angehöriger des römischen Senatorenstandes. Durch eine Inschrift, die in Rom gefunden wurde, ist seine Laufbahn bekannt, die als cursus inversus, d. h. in absteigender Reihenfolge wiedergegeben ist.
Aelianus übte zunächst im Rahmen des Vigintivirats das Amt eines IIIvir capitalis aus. Im Anschluss leistete er seinen Militärdienst als Tribunus laticlavius in der Legio III Italica, die ihr Hauptlager in Castra Regina in der Provinz Raetia hatte. Nach Rom zurückgekehrt, waren die nächsten Positionen seiner Laufbahn (in dieser Reihenfolge): Quaestor urbanus, Ab actis senatus, Tribunus plebis und Praetor (die beiden letzten Ämter erreichte er als Kandidat des Kaisers). Danach wurde er in Italien curator der Via Latina. Zuletzt war er Kommandeur (Legatus legionis) der Legio XI Claudia, die ihr Hauptlager in Durostorum in der Provinz Moesia inferior hatte.
Aus der Inschrift geht darüber hinaus hervor, dass Aelianus als Tribunus in Augusta Vindelicum, dem Sitz des Statthalters, tätig war; dort vertrat er als Stellvertreter den Statthalter bei dessen Abwesenheit. Da Aelianus vor Erreichen des Konsulats starb, wollten seine Erben vermutlich mit der Angabe des Dienstortes seinen besonderen Rang unterstreichen.

## Datierung
Die Inschrift wird bei der Epigraphik-Datenbank Clauss-Slaby auf 171/200 und bei der Epigraphischen Datenbank Heidelberg auf 171/230 datiert. Karlheinz Dietz und Florian Matei-Popescu datieren sie auf das Ende des 2. bzw. den Anfang des 3. Jahrhunderts.